# Lulu (zangeres)
Lulu, artiestennaam van Marie McDonald McLaughlin Lawrie (Lennoxtown, 3 november 1948), is een Schotse zangeres.

## Carrière
Lawrie had in 1964 op 15-jarige leeftijd een grote hit met haar versie van Shout!. Haar singles werden uitgebracht door Decca. Ook in 1965 bereikte ze de Britse top 10 met Leave a Little Love. In 1966 toerde ze door Polen, en zo werd ze de eerste Britse zangeres die live achter het IJzeren Gordijn optrad. Haar singles werden echter geen hits meer. Ze tekende een contract met Columbia en de eerste single op dat label, The Boat that I Row geschreven door Neil Diamond, werd een toptienhit.

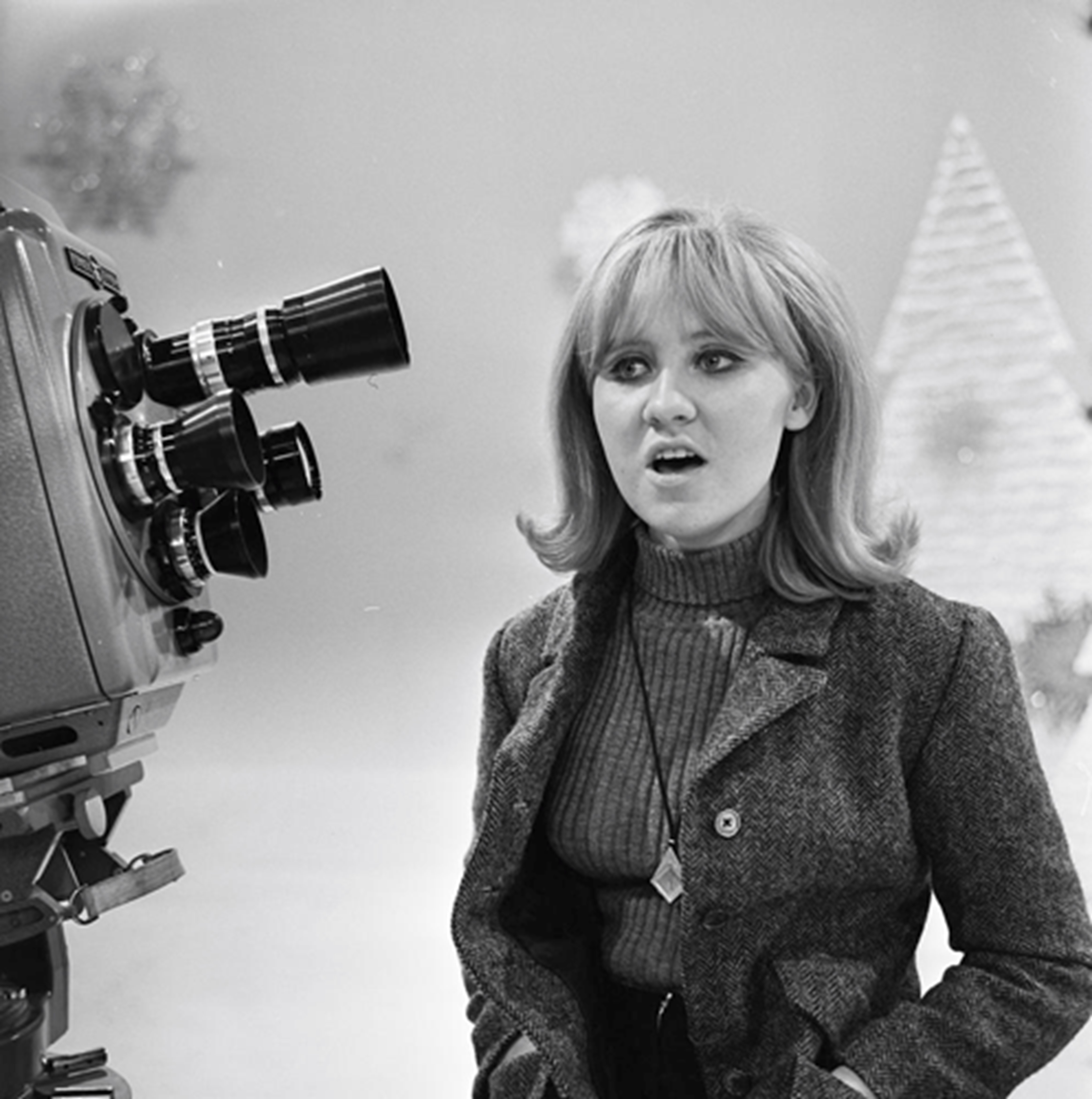
Lulu in het Nederlandse tv-programma Fanclub (1965)

In 1967 stond de single Let's Pretend in de Britse hitparade. De B-kant heet To Sir, With Love en is de titelsong uit de gelijknamige film waarin ze acteert naast Sidney Poitier. In de Verenigde Staten bereikte het nummer de eerste plaats in de Billboard Hot 100 en het werd er tevens de bestverkochte single van 1967.

### Songfestival
In 1969 trad Lawrie namens het Verenigd Koninkrijk aan op het Eurovisiesongfestival 1969 met het liedje Boom bang-a-bang. Hiermee haalde zij de tweede overwinning voor haar vaderland binnen. Ze moest die overwinning echter delen met Frankrijk, Spanje en Lenny Kuhr uit Nederland. Het reglement voorzag er niet in om bij een gelijke eindstand van verschillende liedjes een winnaar te selecteren. Het reglement werd dan ook onmiddellijk aangepast om iets dergelijks in de toekomst te voorkomen.
Ondanks haar zege op het festival duurde het tot 1974 voor Lawrie opnieuw een hit had. Dit was met The Man Who Sold the World, geschreven en geproduceerd door David Bowie. Ook zong zij in 1974 de titelsong van de James Bondfilm The Man with the Golden Gun. Het werd echter geen hit.
In 1993 vroegen de leden van de groep Take That haar een solo te zingen op hun single Relight My Fire. De single bereikte de eerste plaats. In 2002 stond ze met Ronan Keating in de hitparades genoteerd met We've Got Tonight.
Lawrie treedt nog geregeld op. In de televisieserie Absolutely Fabulous verschijnt ze in een aantal afleveringen als zichzelf. In april 2015 bracht ze een nieuw album uit, Making Life Rhyme, met grotendeels zelfgeschreven liedjes. Ze was toen na vijftig jaar weer terug bij haar eerste platenlabel Decca.

## Persoonlijk
In 1969 trouwde Lawrie met Maurice Gibb van de Bee Gees; na vier jaar eindigde dit huwelijk kinderloos.
In 1977 trouwde ze met kapper John Frieda. Ook dit huwelijk eindigde in een scheiding, in 1991. Met Frieda kreeg ze een zoon, acteur Jordan Frieda. In 2000 veranderde ze haar naam in Kennedy-Cairns, de achternaam van haar biologische moeder (ze werd geadopteerd door de familie McDonald).

## Discografie

### Singles
| Single met eventuele hitnotering(en) in de Nederlandse Top 40 | Datum van verschijnen | Datum van binnenkomst | Hoogste positie | Aantal weken | Opmerkingen |
| ------------------------------------------------------------- | --------------------- | --------------------- | --------------- | ------------ | ----------- |
| I'm a tiger                                                   | 1968/1969             |                       |                 |              |             |
| Boom bang-a-bang                                              | 1969                  | 1969                  | 19              | 5            |             |
| The man who sold the world                                    | 1974                  | 1974                  | 13              | 5            |             |
| Take your mama for a ride                                     | 1975                  | 1975                  | 15              | 9            |             |
| Boy meets girl                                                | 1975                  | 1975                  | 25              | 4            |             |
| Relight my fire (Take That met Lulu)                          | 1993                  | 1993                  | 12              | 6            |             |
| We've got tonight (Ronan Keating met Lulu)                    | 2002                  | 2002                  | 11              | 10           |             |

### NPO Radio 2 Top 2000
| Nummer met noteringen in de NPO Radio 2 Top 2000 | '00  | '01  | '02  | '03  |
| ------------------------------------------------ | ---- | ---- | ---- | ---- |
| The Man Who Sold the World                       | 1474 | 1706 | 1683 | 1628 |

1. ↑  Een vetgedrukt getal geeft de hoogste notering aan.
2. ↑  2000 was het eerste jaar met een notering voor dit nummer.
3. ↑  Deze tabel is bijgewerkt tot en met de laatste editie (2024).